# Scrophularia koraiensis
Scrophularia koraiensis är en flenörtsväxtart som beskrevs av Takenoshin Nakai. Scrophularia koraiensis ingår i släktet flenörter, och familjen flenörtsväxter. Inga underarter finns listade i Catalogue of Life.